# Semifusa

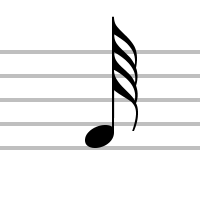
Una semifusa

Semifuses i el seu silenci

Una nota semifusa és el símbol utilitzat per indicar un so amb una duració de temps que equival a mitja fusa.
El seu silenci equivalent és el "silenci de semifusa", que significa que durant el temps equivalent a la semifusa no s'efectua cap so.

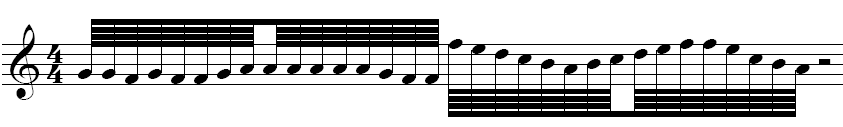
Grups de semifuses

Vegeu també l'article Nota.